# Rainer König (Fotograf)
Rainer König (* 27. August 1926 in Berlin; † 30. Oktober 2017 ebenda) war ein deutscher Fotograf.

## Leben
Rainer König wurde 1926 in Berlin geboren. Seit 1945 studierte er Architektur an der Hochschule für bildende Künste (HfbK), heute Universität der Künste (UdK), in Berlin und nahm 1951 seine Tätigkeit als Architekt auf. Seit 1958 unterrichtete er Ausstellungsbau an der Meisterschule für das Kunsthandwerk Berlin. Nach ersten fotografischen Aufnahmen im Jahr 1953 beschäftigte sich Rainer König zunehmend mit Fotografie und nahm auch gelegentlich an Ausstellungen und Wettbewerben teil. 1966 gab er schließlich seine Tätigkeit als Architekt auf, um sich als fortan als Fotograf mit Architektur- und Modellfotografie, fotografischer Bauaufnahme und Dokumentation zu beschäftigen. Die Fotografie wurde außerdem Teil seiner Lehrtätigkeit. 1970 wurde er als Professor für Ausstellungsgestaltung und Fotografie an die HfbK berufen, wo er bis 1991 lehrte. Seit dem Jahr 2000 widmet sich Rainer König vor allem der Bearbeitung seines eigenen Bildarchivs, das rund fünfzigtausend Aufnahmen umfasst. Darüber hinaus besaß er eine Sammlung von mehr als 600 historischen Kamera-Objektiven aus 150 Jahren.

## Werk
Zum Werk von Rainer König schreibt Janos Frecot im Katalog zur Ausstellung Berlinische Fragmente: „Seit 1953 hat Rainer König fotografiert. Überblickt man das Archiv mit seinen rund fünfzigtausend Aufnahmen, erscheint seine fotografische Arbeit sowohl thematisch als auch hinsichtlich der Bildgestaltung geleitet vom Auge des Architekten. Im Mittelpunkt steht die Stadt als räumliche Konstruktion, und dies betrifft ebenso den Freiraum als den umbauten Raum: Straße, Platz, Haus. An letzterem interessieren ihn die Materialien: Ziegel, Putz, Holz, Stein. “
„Mit seinen Berlin-Bildern dokumentiert Rainer König die Veränderung des urbanen Raumes. Dabei steht weniger die Stadt als Lebensraum, sondern vielmehr als architektonischer Körper im Mittelpunkt. Zahlreiche Aufnahmen von Häusern, Ruinen, Monumenten und vor allem architektonische Details von Fassadenschmuck, Türklinken, Geländern oder Treppen fügen sich gleichsam zu der Inventarisierung eines Zustandes der Stadt zusammen. Der Mensch ist hier nunmehr durch seine Spuren präsent.“
Neben dem Berliner Stadtraum beschäftigt sich Rainer König auch mit industriell geprägten Landschaften und mit den vielfältigen Erscheinungen von Naturformen. Als Neffe von Hannah Höch nahm er außerdem kurz nach ihrem Tod 1978 eine fotografische Dokumentation ihres Gartenhauses in Heiligensee vor.

## Ausstellungen
- 2016 Documenter l´éphémère - Collection Regard in Paris – mit Fotografien von Rainer König, Institut Goethe, Paris
- 2016 Berlinische Fragmente – Fotografien von Rainer König, Willy Brandt Haus, Berlin (mit über 15.000 Besucher)
- 2016 Salon Photographique Collection Regard - FOTOHAUS, Festival Voies-OFF, Arles
- 2015 Berlinische Fragmente – Fotografien von Rainer König, Collection Regard, Berlin
- 2015 Naturzeichenzeichnen, Gruppenausstellung, Alfred Ehrhardt-Stiftung, Berlin
- 2009 Blicke auf Hannah Höch – Fotografen sehen die Künstlerin, Ausstellung gemeinsam mit  Stefan Moses und Hans-Jörg Schütt, Schlossmuseum Gotha
- 2008 Das Haus von Hannah Höch – Fotografie Rainer König, Heimatmuseum Reinickendorf, Berlin
- 1981 Rainer König – Dokumentation Altmühltal, in der Ausstellungsreihe: Zur zeitgenössischen deutschen Fotografie, Fotomuseum im Münchner Stadtmuseum, München
- 1977 Der Ludwigskanal, Ausstellung, Neue Sammlung, München

## Publikationen
- Rainer König: Berlinische Fragmente, Katalog zur Ausstellung in der Collection Regard, Berlin 2015
- Rainer König: Hannah Höch. Das Atelier, Atelier BuchKunst der Edition Balance, Gotha/Gelbensande  2009
- Rainer König: Im Altmühltal, Bauwelt, Heft 40, Sonderdruck 1985
- Rainer König: Dokumentation Altmühltal, Katalog zur Ausstellung im Fotomuseum im Münchner Stadtmuseum, München 1981

## Werke in Sammlungen
- Berlinische Galerie, Fotografische Sammlung
- Collection Regard